# Our Daily Bread
The Daily Bread (prt: O Pão Nosso de Cada Dia; bra: O Pão Nosso) é um filme norte-americano de 1934, do gênero drama romântico, dirigido por King Vidor, com roteiro dele, Elizabeth Hill e Joseph L. Mankiewicz.

## Elenco
- Karen Morley — Mary Sims
- Tom Keene — John Sims
- Barbara Pepper — Sally
- Addison Richards — Louie Fuente
- John Qualen — Chris Larsen
- Lloyd Ingraham — tio Anthony